# André Lichnerowicz
André Lichnerowicz (Bourbon-l'Archambault, 21 de gener de 1915 - Paris, 11 de desembre de 1998) fou un matemàtic francès. Els seus pares eren professors, la seva mare de matemàtiques i el seu pare de lletres.
Després d'estudiar al Liceu Louis-le-Grand, a la Facultat de Ciències i a l'École Normale Supérieure es va convertir en professor associat de matemàtiques el 1936 i Doctor en Ciències en 1939, amb una tesi sobre la relativitat general.
Va ser successivament professor a la Universitat d'Estrasburg el 1941 i a la de París des de 1949, i finalment fou professor de física matemàtica al Collège de France de 1952 a 1986. Va ser elegit membre de l'Acadèmia Francesa de les Ciències el 1963. Presidí de 1966 a 1973 el Comitè Ministerial d'Educació Matemàtica, conegut com la "Comissió Lichnerowicz". Aquesta comissió va tenir una gran influència en l'ensenyament de les matemàtiques: deixa d'ensenyar en el curs preparatori de les quatre operacions al mateix temps (que segueix sent necessària avui en dia) i durant uns anys, l'ensenyament de les matemàtiques es regirà per axiomes i jocs (abans d'un ressorgiment de la geometria euclidiana i els sistemes hipotètic-deductiu).
Fou un matemàtic brillant i prolífic, particularment interessat en les aplicacions de la geometria diferencial de la física matemàtica, incloent-hi la relativitat general. Fou membre de nombroses acadèmies d'arreu del món, inclosa l'Acadèmia Pontifícia de les Ciències.
Va tenir com a professor de geometria diferencial a Élie Cartan, i entre els seus deixebles s'hi poden destacar Thierry Aubin, Marcel Berger, Yvonne Choquet-Bruhat, Thibault Damour i Claude Berge.
Li agradava treballar a diversos cafès, d'acord amb les seves residències, incloent-hi un centre prop de casa, Porte d'Orleans (on va viure des de 1954), arribant a aïllar-se en un esperit paradoxal malgrat el soroll i l'enrenou voltant.
Ell es va casar (1942) amb Suzanne Magdelain (1911-2007), professora associada d'espanyol. Van tenir tres fills: Marc (1945-1969), Jacques (1947) i Jeroni (1951). Marc també va ser matemàtic.

## Principals publicacions
- Problèmes globaux en Mécanique relativiste, Paris, Hermann, 1939.
- Éléments de calcul tensoriel, Armand Colin 1946, réédition J. Gabay, 2005.
- Algèbre et Analyse linéaires, Paris, Masson, 1947.
- Les Théories relativistes de la gravitation et de l'électromagnétisme, Paris, Masson, 1954.
- Théorie globale des connexions et des groupes d'holonomie, Rome, Cremonese, 1955.
- Géométrie des groupes de transformations, Paris, Dunod, 1958.
- Propagateurs et commutateurs en Relativité générale, Paris, P.U.F., 1961.
- Relativistic Hydrodynamics and Magnetohydrodynamics, New York, W. A. Benjamin, 1967.